# Bercial de Zapardiel (kommunhuvudort)
Bercial de Zapardiel är en kommunhuvudort i Spanien.   Den ligger i provinsen Provincia de Ávila och regionen Kastilien och Leon, i den centrala delen av landet, 130 km nordväst om huvudstaden Madrid. Bercial de Zapardiel ligger 808 meter över havet och antalet invånare är 278.
Terrängen runt Bercial de Zapardiel är platt, och sluttar norrut. Runt Bercial de Zapardiel är det glesbefolkat, med 19 invånare per kvadratkilometer. Närmaste större samhälle är Madrigal de las Altas Torres, 5,4 km nordväst om Bercial de Zapardiel. Trakten runt Bercial de Zapardiel består till största delen av jordbruksmark.